# Jonas Svahn
Jonas Tommy Svahn, född 25 juli 1987 i Bankeryds församling, är en svensk före detta fotbollsspelare som främst spelade som mittback och mittfältare. 

## Karriär
Svahns moderklubb är Bankeryds SK.
Inför säsongen 2011 värvades Svahn av Jönköpings Södra. Han spelade 18 matcher i Superettan 2011. Säsongen 2012 fick Svahn endast göra två inhopp och i juli 2012 kom han överens med klubben om att bryta kontraktet och istället gå till Husqvarna FF.